# مشغل جوا
يعد مسؤولاً عن تنظيم تخليق غوانوزين أحادي الفوسفات، وهو نيوكليوتيد البيورين، من أحادي فوسفات الإينوزين (إينوزينات). وهو يتألف من اثنين من الجينات الهيكلية (ترميز نازعة هيدروجين أحادي فوسفات الإينوزين أو/ وجوا أ (ترميز لـ تصنيع أحادي فوسفات الإينوزين) بصرف النظر عن منطقة المحفز وأوبرون (هي وحدة عاملة من الحمض النووي).

## التخليق الحيوي للبيورين
تبدأ الخطوة الأولى في التخليق الحيوي للبورين من 5-فوسفوريبوزيل1 بيروفوسفات. يخضع هذا لسلسلة من ردود الفعل لتشكيل أحادي فوسفات الإينوزين، نقطة فرعية مهمة في المسار. يتفرع المسار بعد ذلك لتشكيل أدينيلوسكسينات، ثم أدينيلات أحادي فوسفات الإينوزين في فرع واحد وزانثوزين أحادي الفوسفات ثم جوانيسون أحادي الفوسفات في الفرع الآخر. يحفز نازعة هيدروجين أحادي فوسفات الإينوزين تحويل أحادي فوسفات الإينوزين إلى زانثوزين أحادي الفوسفات وتصنيع أحادي فوسفات الإينوزين يحفز تحويل زانثوزين أحادي الفوسفات إلى أحادي فوسفات الإينوزين.

## الأنظمة
يجب أن يستجيب المشغل للتغيرات في حالة التمثيل الغذائي للخلية. إنه يخضع للتحكم المعتمد على معدل النمو، والتحكم الصارم (التحكم أثناء الضغوط المختلفة التي تتعرض لها الخلية) وأشكال التحكم الأخرى. ومن ثم فإنه يتوقف عن التخليق الحيوي إذا كان من الممكن الحصول على الجوانين من الوسط الخارجي، ويزيد من تعبيره إذا كانت هناك حاجة إلى النيوكليوتيدات (على سبيل المثال أثناء تكرار الحمض النووي) ويوازن إنتاج جوانيسون أحادي الفوسفات فيما يتعلق بـ أدينيلات أحادي فوسفات الإينوزين ونيوكليوتيدات بيريميدين.
نقطة التفرع في أدينيلات أحادي فوسفات الإينوزين المذكورة أعلاه هي عقدة صلبة محكومة بإحكام وذلك للحصول على إنتاج متوازن من أدينيلات أحادي فوسفات الإينوزين وجوانيسون أحادي الفوسفات. يتم قمع مشغل جوا بواسطة جوانيسون أحادي الفوسفات ويتم إحداثه بواسطة أدينيلات أحادي فوسفات الإينوزين. وبالمثل، يتم قمع توليف أدينيلات أحادي فوسفات الإينوزين بواسطة أدينيلات أحادي فوسفات الإينوزين نفسه أثناء تنشيطه بواسطة جوانيسون أحادي الفوسفات. يضمن هذا التحكم المزدوج وجود توازن في التدفق بين أدينيلات أحادي فوسفات الإينوزين وجوانيسون أحادي الفوسفات ويظل قسم التدفق ثابتًا نسبيًا حتى في مواجهة الاضطرابات. نناقش أدناه بعض الآليات التي يتم من خلالها تحقيق هذه السيطرة.

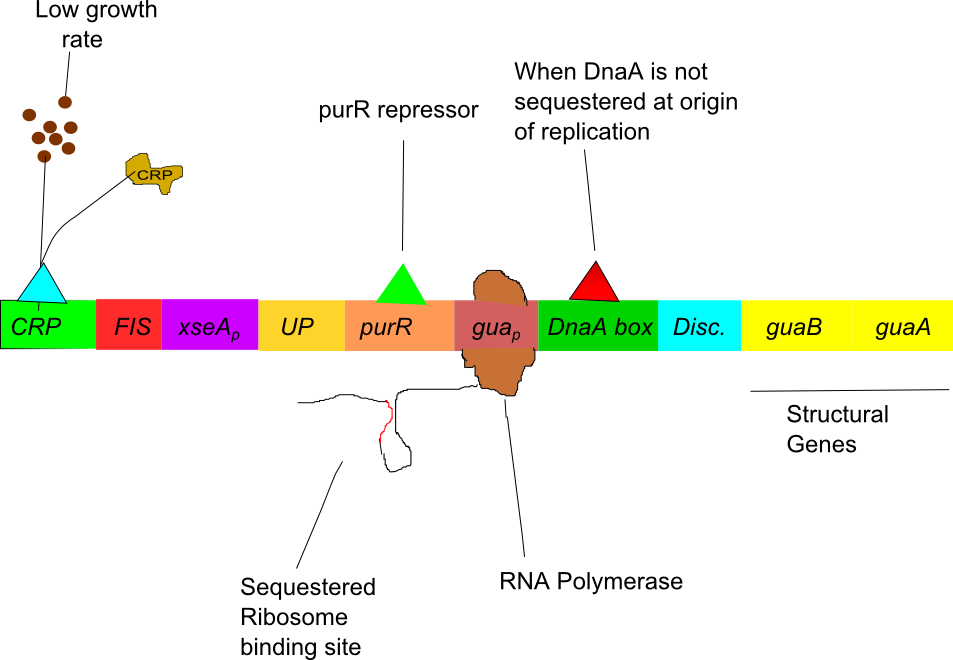
تنظيم مشغل جوا.

### بعض آليات تنظيم مشغل جوا

نقطة التفرع في أحادي فوسفات الإينوزين هي عقدة صلبة حيث يقوم منتج أحد الفروع بقمع تكوينه ويحث على تكوين منتج التفرع الآخر.

يحتاج تكرار الحمض النووي إلى إمداد من نيوكليوتيدات الغوانين، ويجب أن يكون هناك بعض التنسيق بين آلية تكرار الحمض النووي وأوبرون جوا. إحدى الطرق التي يحدث من خلالها هذا هو بروتين الحمض النووي أ. الحمض النووي أ هو بروتين يتعرف على أصل التكاثر، ويعزز التفكك المحلي لمنطقة الحمض النووي الغنية بـ أدينين ثايمين ويوجه أخيرًا الهليكاز الحمض النووي ب إلى موقع دخوله. الحمض النووي الريبي هو عامل بدء النسخ المتماثل الذي يتسبب في تكرار الحمض النووي إذا كان موجودًا بتركيز كافٍ.
عندما يحدث النسخ المتماثل، فإن أصل النسخ المتماثل يخلق "حوضًا" لبروتينات الحمض النووي أ. لذا فإن الجينات التي يتم تعديلها سلبًا بواسطة الحمض النووي الريبي، مثل تلك الموجودة في أوبرون جوا، يتم التخلص منها. يوجد موقعان محتملان لربط الحمض النووي الريبي، أحدهما على محفز جوا والآخر 200 نقطة أساس في المصب من كودون بدء نازعة الهيدروجين أحادي فوسفات الإينوزين على جين جوا ب. يُعتقد أن كلا من التسلسل الأول والتسلسل الأخير يلعبان دورًا، والجزء الأخير حيوي ويؤثر ارتباط الحمض النووي في هذه التسلسلات سلبًا على نسخ الجين.
أثناء النمو على الوسائط التي تكون فيها معدلات النمو منخفضة، يرتبط أحادي فوسفات الأدينوزين الدوري ببروتين مستقبلات أحادي فوسفات الأدينوزين الدوري مكونًا مركبًا له خصائص تنظيمية. يرتبط هذا المركب بمنطقة 100 نقطة أساس في بداية موقع بدء النسخ جوا ب الذي يقوم بعد ذلك بقمع مشغل جوا. إنها مسألة نقاش حول كيفية تفاعل هذا المركب مع بوليميراز الحمض النووي الريبي من مسافة تصل إلى 100 بت / ثانية. تشير إحدى وجهات النظر إلى تورط عامل تنظيمي غير معروف. بالنهاية، يمنح المركب تحكمًا يعتمد على معدل النمو لمنطقة المروج في المشغل.
يتحكم بيور آر المكثف المشفر بواسطة جينات برو آر في تخليق الإنزيمات المشاركة في التخليق الحيوي البيورين. تم العثور على عامل تشغيل مفترض 16 نقطة أساس في مروج جوا. يعمل مثبط برو آر مع مثبطات مساعدة أخرى، على سبيل المثال الجوانين الذي يعد مثبطًا مشاركًا في الإشريكية القولونية.
يمتلك قائد غوا رسول الحمض النووي الريبي القدرة على تكوين بنية ثانوية مستقرة ذات حلقة جذعية تتضمن أول 37 نيوكليوتيد من النسخة. نظرًا لأنه يتم عزل موقع ربط الرايبوسوم في الحلقة الجذعية، فقد يكون هذا الهيكل متورطًا في التنظيم الترجمي.
مروج جوا يقع جنبًا إلى جنب مع مروج اكزي أ (ترميز إنزيم نوكلياز خارجي السابع لإصلاح عدم التطابق). قد يكون لمثل هذا التباعد الوثيق بين المحفزات أهمية تنظيمية وسيؤدي إلى عائق فاصل حيث تحاول جزيئات بوليميريز حمض النووي الريبي الارتباط في وقت واحد. سيؤدي تعطيل أحد المروجين بشكل طبيعي إلى زيادة التعبير عن المروج الآخر. تتضمن الآليات الأخرى عامل تحفيز الانعكاس الذي يعيق بشكل معقّم ربط بوليميراز الحمض النووي الريبي. لكن دور الجبهة الاسلامية للانقاد لم يتم التحقيق فيه بشكل صحيح بعد.

## متماثلات حقيقية النوى
لأنه يتم الحفاظ على المسار الأيضي عبر الأنواع، فإن الجينات متشابهة أيضًا. تم إجراء دراسات مستفيضة حول التنظيم في ساكرومايسيز سيرفايزيا. تتوافق عائلة نقص المناعة من الجينات وجوا 1 في مركبات الخميرة مع جوا أ و جوا ب. فقط جينات أحادي فوسفات الإينوزين حساسة للجوانين وليست جوا 1 على عكس بدائيات النوى حيث يكون الأوبون بأكمله حساسًا. حمض الميكوفينوليك، وهو دواء مثبط لنزعة الهيدروجين أحادي فوسفات الإينوزين، هو محفز لجين نقص المناعة 2 (وبالتالي من المحتمل أن يكون لـ جين نقص المناعة 2 نشاط دوائي جوهري. من الفروع المؤدية إلى أحادي الفوسفات الأدينوزينو جوانيسون أحادي الفوسفات. على سبيل المثال، في الخمائريُكبح جينات تخليق أحادي الفوسفات الأدينوزين بشكل سيئ بواسطة الجوانين بينما لا تتأثر جينات تخليق جوانيسون أحادي الفوسفات بالأدينين وفي البشر يتم قمع تخليق نازعة هيدروجين أحادي فوسفات الإينوزين في وجود غوانوزين ولكن ليس الأدينوزين.